# کاروانسرای کنارتخته
کاروانسرای کنارتخته از بناهای تاریخی منطقه کازرون است. این کاروانسرا که قدمتش به دوران صفویه می‌رسد در شهر کنارتخته قرار گرفته‌است. مصالح به کار رفته در ساخت این بنا سنگ و گچ بوده که برای نگه داشتن سقف از طاق تویزه و طاق تیز که یکی از شاخصه‌های معماری ایرانی است، استفاده شده است.